# Barton, North Yorkshire
Barton är en by och en civil parish North Yorkshire, England. Orten har 884 invånare (2001). Den har en kyrka.